# Scopula neoxesta
Scopula neoxesta là một loài bướm đêm trong họ Geometridae.